# Isola Brevoort
L'isola Brevoort è un'isola del Canada, situata nel mare del Labrador e appartenente all'arcipelago artico canadese. Dal punto di vista amministrativo essa appartiene al territorio di Nunavut.